# Buzd (Fehér megye)
Buzd (románul Boz, németül Bußd, Bussd vagy Bussendorf, erdélyi szász nyelven Buss, Bus) falu Romániában, Fehér megyében.

## Fekvése
Szászsebestől keletre, légvonalban kb. 18 kilométerre található.

## Története
A falu területén korai bronzkori településre utaló szerszámokat találtak. A római korból a XIII. Gemina legio pecsétjével ellátott cserepek maradtak fenn.
Buzd Árpád-kori település, mely még a 13. században keletkezett. Nevét 1290-1291 között említették először az oklevelek Buzd néven, mint Warda-i Péter fia Tamás = n. osztatlan földjét (Er I. 497). Buzdot Alvinci Herbordus comes ekkor vásárolta meg Wardai Pétertől.
1332–1335 között Henricus sacerdos de Buzd Váradjai Tamás 1290–1295 közt öröklött birtoka, melynek felét 12 M-ért eladta Alvinci Henning fia Herbordnak. Buzd másik része – "Székes" – káptalani birtok volt, melynek springi szász dékánátushoz tartozó papja a pápai tizedjegyzék szerint 1332-ben 34, 1333-ban 40, 1334-ben 60, 1335-ben 32 dénár pápai tizedet fizet (Gy 2: 136).
Nevének későbbi változatai: 1707-ben Busd, 1733-ban Bosul, 1750-ben Boz, 1808-ban Buzd h., Buss g., Buzdu val, 1913-ban Buzd.
A 18. században Benkő József szász-román faluként tünteti fel az akkor Alsó-Fehér vármegye alsó kerületéhez tartozó települést, amely a „nemes és mágnás birtokosok szőlőshegyeiről” nevezetes.

## Lakosság
A falunak 2002-es adatok szerint 445 lakosa van, amelyből 433 román, 6 német, 5 cigány 1 pedig magyar nemzetiségű.

## Műemlékek
A faluban evangélikus erődtemplom található. Az egyszerű csarnoktemplom hajóját és kórusát 1523-ban egy védőművel magasították meg.

## Galéria

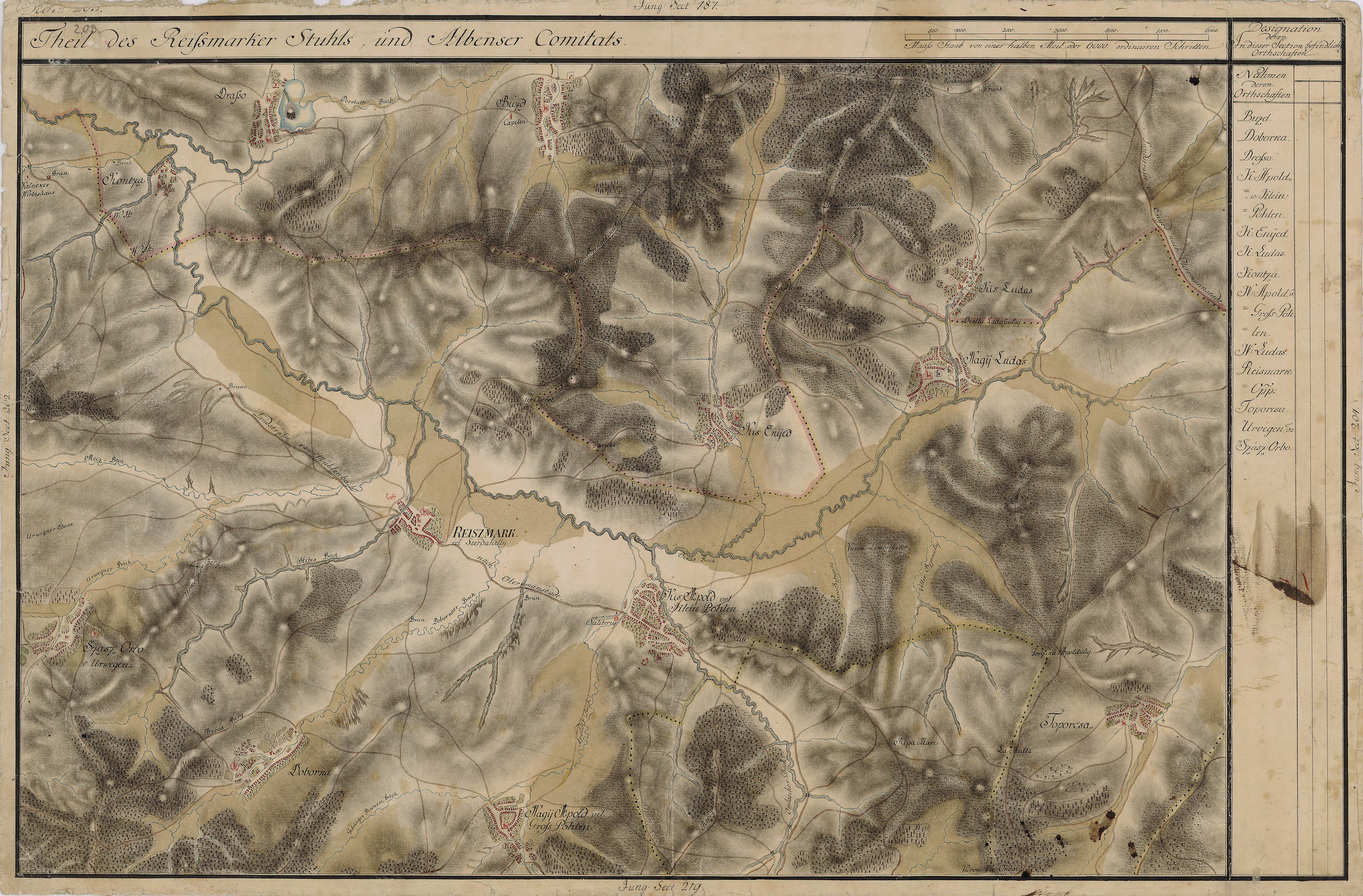
Magyarország első katonai felmérésekor készített térkép (1769-1773)
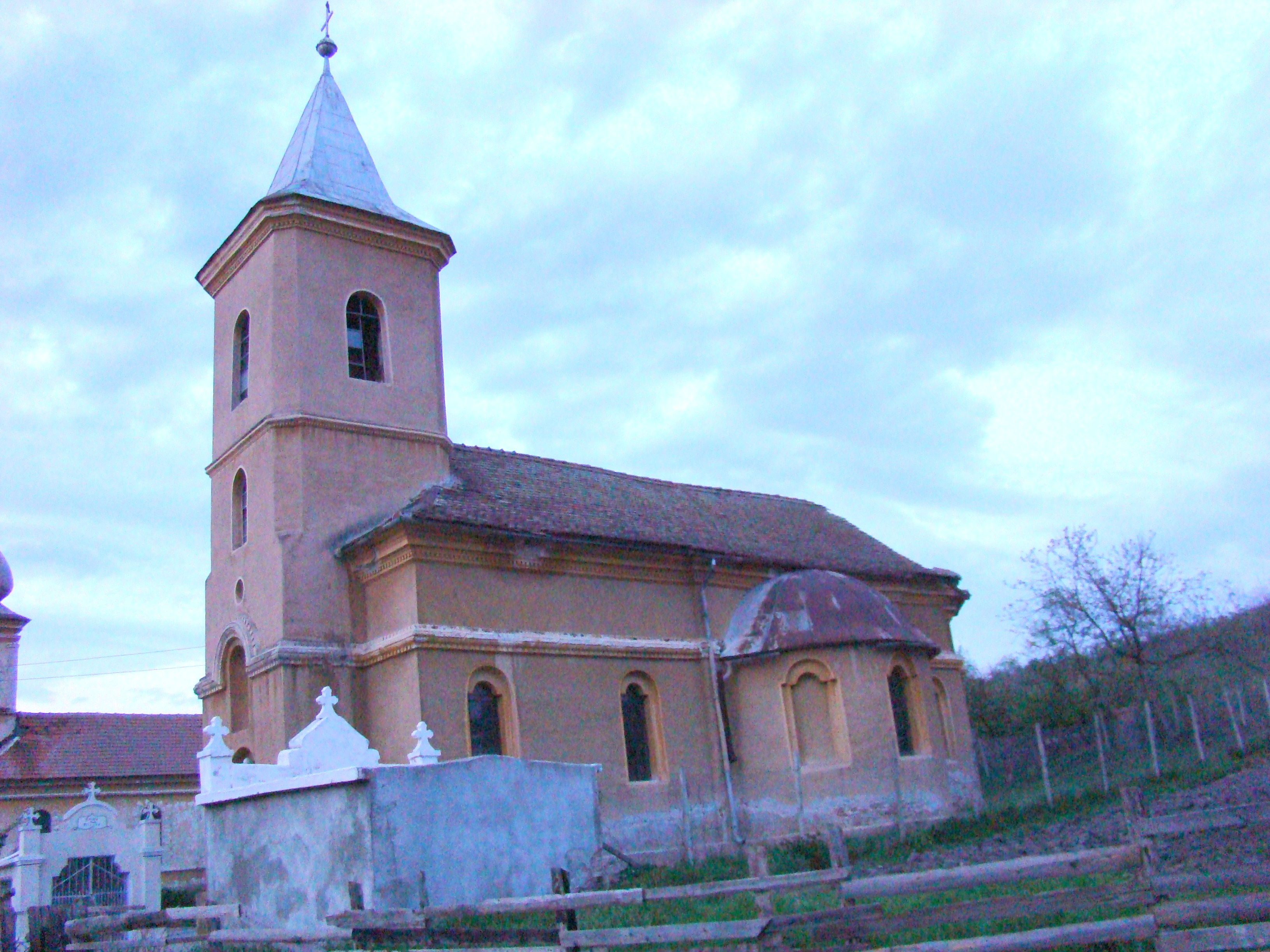
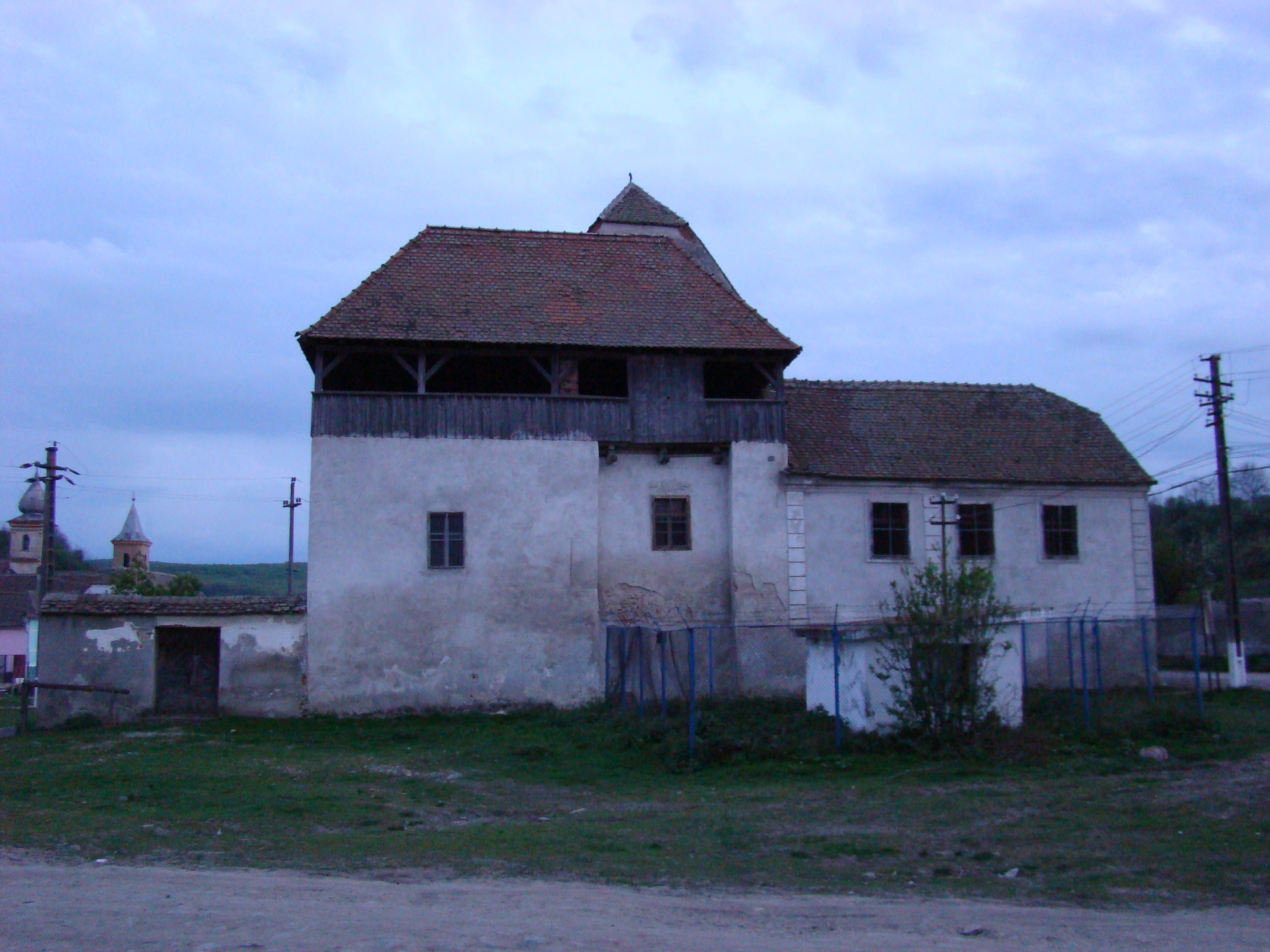
Az 1523-ban épült buzdi evangélikus erődtemplom.
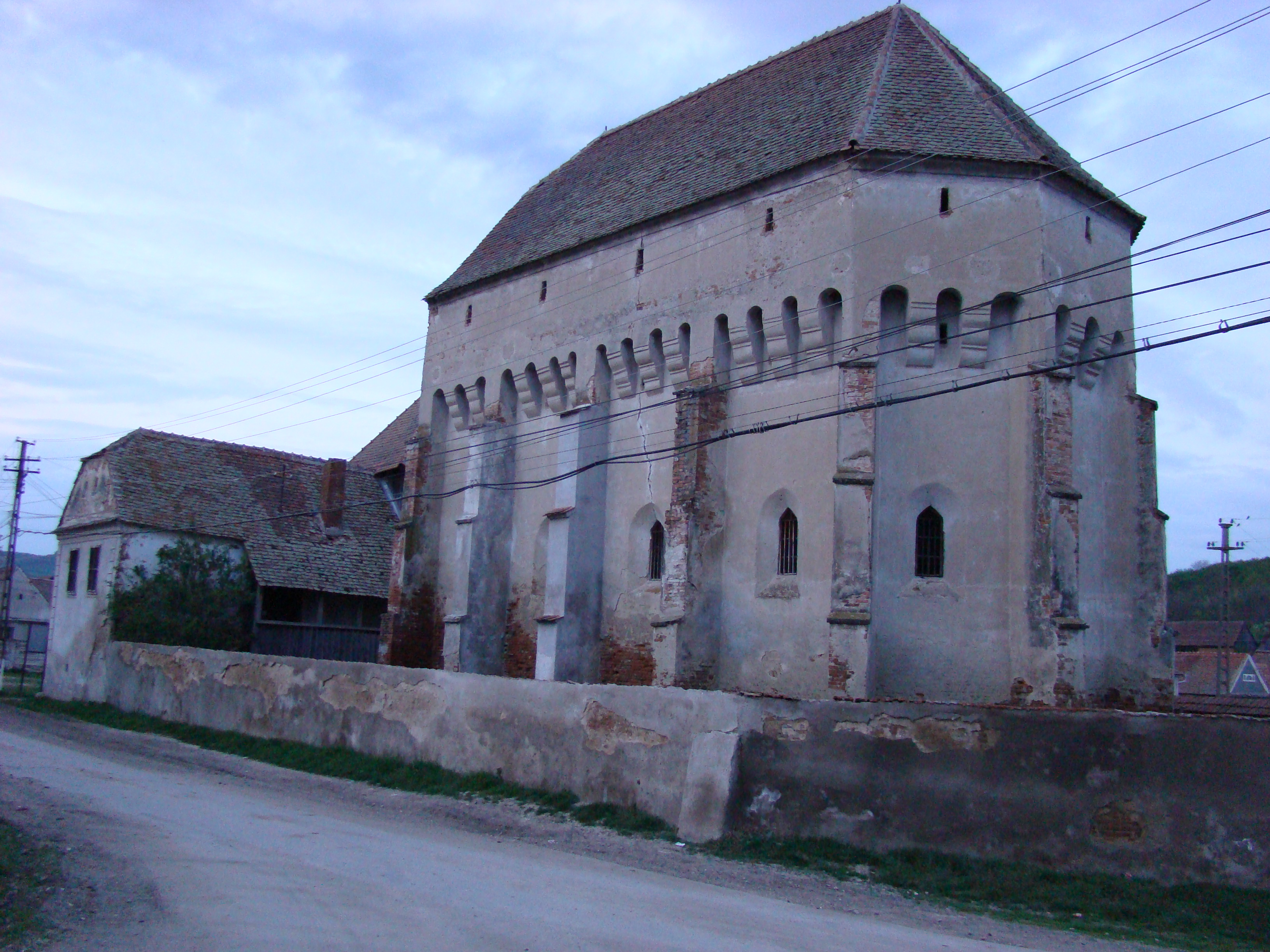